# ریچارد گنت
ریچارد گنت (انگلیسی: Richard Gant؛ زادهٔ ۱۰ مارس ۱۹۴۴) یک هنرپیشه اهل ایالات متحده آمریکا است. وی از سال ۱۹۸۰ میلادی تاکنون مشغول فعالیت بوده‌است.

## گزیده فیلمشناسی
از فیلم‌ها یا برنامه‌های تلویزیونی که وی در آن نقش داشته‌است می‌توان به آثار زیر اشاره کرد.
- مظنون (فیلم ۱۹۸۷) (۱۹۸۷)
- تازه‌کار (فیلم ۱۹۹۰) (۱۹۹۰)
- راکی ۵ (۱۹۹۰)
- سی‌بی۴ (۱۹۹۳)
- گروه تعقیب (۱۹۹۳)
- تالار شهر (فیلم ۱۹۹۶) (۱۹۹۶)
- بین (فیلم) (۱۹۹۷)
- لبوفسکی بزرگ (۱۹۹۸)
- گودزیلا (فیلم ۱۹۹۸) (۱۹۹۸)
- پروفسور دیوانه ۲ (۲۰۰۰)
- اسمالویل (۲۰۰۲)
- نوربیت (۲۰۰۷)
- انتظار برای همیشه (۲۰۱۰)
- آب ژاول (۲۰۱۴)